# Bandera de Sámano

Variante de la bandera sin escudo.

La bandera de Sámano es uno de los símbolos de la junta vecinal de Sámano (Castro-Urdiales, Cantabria), junto a su escudo. Es de paño rectangular, de proporciones 2:3, dividida horizontalmente en tres franjas, de color azul la superior, blanca la central y verde la inferior y anchos 2:5, 1:5, 2:5. Puede llevar sobrepuesto en el centro el escudo de armas timbrado, con una altura de la mitad el paño.
La bandera fue adoptada en sesión extraordinaria celebrada por la Junta Vecinal, el día 29 de junio de 2018 siendo autorizada por el Consejo de Gobierno de Cantabria el día 4 de abril de 2019.